# Bärby, Göteborgs kommun
Bärby är en småort i stadsdelen Säve (Säve socken) i Göteborgs kommun, belägen väster om Säve.